# Lauren Scruggs
Lauren Scruggs, född 27 januari 2003 i New York, är en amerikansk fäktare som tävlar i florett.

## Karriär
Scruggs är kvalificerad att tävla vid olympiska sommarspelen 2024 där hon tog silver i florett.